# Erysimum arbuscula
Erysimum arbuscula är en korsblommig växtart som först beskrevs av Richard Thomas. Lowe, och fick sitt nu gällande namn av Sven E. Snogerup. Erysimum arbuscula ingår i släktet kårlar, och familjen korsblommiga växter. Inga underarter finns listade i Catalogue of Life.